# Sitio de Lérida (1810)
El sitio de Lérida (1810) fue una batalla librada en la ciudad de Lérida durante la Guerra de Independencia Española, en 1810. El mariscal Louis Gabriel Suchet, jefe del ejército napoleónico que operaba en Aragón, llegó a la vista de Lérida el 13 de abril, con 13.000 hombres, y dio comienzo al asedio. Defendían la plaza 8.000 hombres, dirigidos por el general Jaime García Conde. Dos divisiones, al mando del general O'Donnell, llegaron el día 23 al llano de Margalef, cerca de Lérida, para obligar a los franceses a retirarse; pero Suchet, en una acción rápida y por sorpresa, logró destrozar por completo la división que iba a la vanguardia, y la otra se tuvo que  retirar hacia Montblanch. Tras una serie de ataques y contraataques, el 13 de mayo dio Suchet la orden de asalto. Ocupados los baluartes, se luchó en la Calle Mayor y, ante la oposición de algunos ciudadanos (los josefinos) a que prosiguiera la lucha en las calles, la guarnición se retiró al castillo, situado en la parte alta de la ciudad, seguida de la multitud horrorizada. Dicha guarnición, con su jefe enfermo y todos los reductos repletos de ciudadanos que habían huido del saqueo, se vio imposibilitada para seguir combatiendo: capituló el día 14. En la defensa de la plaza murieron 1200 hombres de la guarnición y 2000 leridanos; las bajas francesas se calculan en aproximadamente 1500 hombres.
Lérida permanecería en poder francés hasta su recuperación por Joaquín Ibáñez Cuevas y de Valonga el 14 de febrero de 1814.

## Antecedentes
En enero de 1810, el General de División Louis Gabriel Suchet comandaba el III Cuerpo Francés, con tres divisiones de infantería al mando de los Generales de División Anne-Gilbert Laval y Louis François Félix Musnier, y del General de Brigada Pierre-Joseph Habert. La 1.ª División de Laval constaba de 4.290 efectivos en seis batallones, la 2.ª División de Musnier contaba con 7.173 hombres en 11 batallones, y la 3.ª División de Habert contaba con 4.329 soldados en siete batallones. El General de Brigada André Joseph Boussart dirigía a los 1.899 soldados de la brigada de caballería del cuerpo. Estos se dividían en dos regimientos excepcionalmente fuertes: uno pesado y otro ligero. El III Cuerpo también contaba con 1.287 artilleros, zapadores y otras tropas asignadas. El total de 23.140 efectivos de Suchet incluía 4.162 soldados en guarniciones,  «La Val», «Musnier», «Habert» y «Boussart». La fuente proporciona los nombres completos y rangos de los generales.
Ese mes, Suchet planeó avanzar contra las ciudades de Lérida y Mequinenza, bajo control español. Sin embargo, recibió órdenes firmes de avanzar directamente contra Valencia. El rey José Bonaparte estaba invadiendo Andalucía y creía que el ejército español estaba al borde del colapso. Suchet obedeció a regañadientes la orden del rey y su ejército llegó a las afueras de Valencia el 6 de marzo. A falta de artillería de asedio y frente a un grupo de defensores decididos, el general francés se retiró tras bloquear la ciudad durante solo cuatro días. De vuelta en su base en Aragón, Suchet pasó unas semanas abasteciendo a las guerrillas españolas antes de estar listo para marchar sobre Lérida.
El ejército de Suchet llegó al frente de Lérida el 15 de abril. Los 13.000 soldados franceses estaban organizados en 18 batallones y ocho escuadrones, y contaban con 30 piezas de artillería. La 2.ª División de Musnier incluía tres batallones de cada uno de los Regimientos de Infantería de Línea 114.º, 115.º y 121.º, dos batallones de la 1.ª Legión del Vístula y dos baterías de artillería a pie. La 3.ª División de Habert estaba compuesta por dos batallones de cada uno de los Regimientos de Infantería Ligera y 116.ª de Línea, tres batallones de la 117.ª de Línea y dos baterías de artillería a pie. La caballería de Boussart estaba compuesta por los Regimientos 4.º de Húsares y 13.º de Coraceros, y una batería de artillería a caballo. La fortaleza de Lérida estaba armada con 105 cañones. El general de división Jaime García Conde lideró a los 8.000 defensores españoles, incluyendo 350 artilleros. En septiembre de 1809, García Conde lideró con éxito un convoy de reabastecimiento de 4.000 hombres durante el Asedio de Gerona. Durante la operación, atravesó a los defensores italianos y entregó provisiones y refuerzos antes de escapar.

## Batalla de Margalef

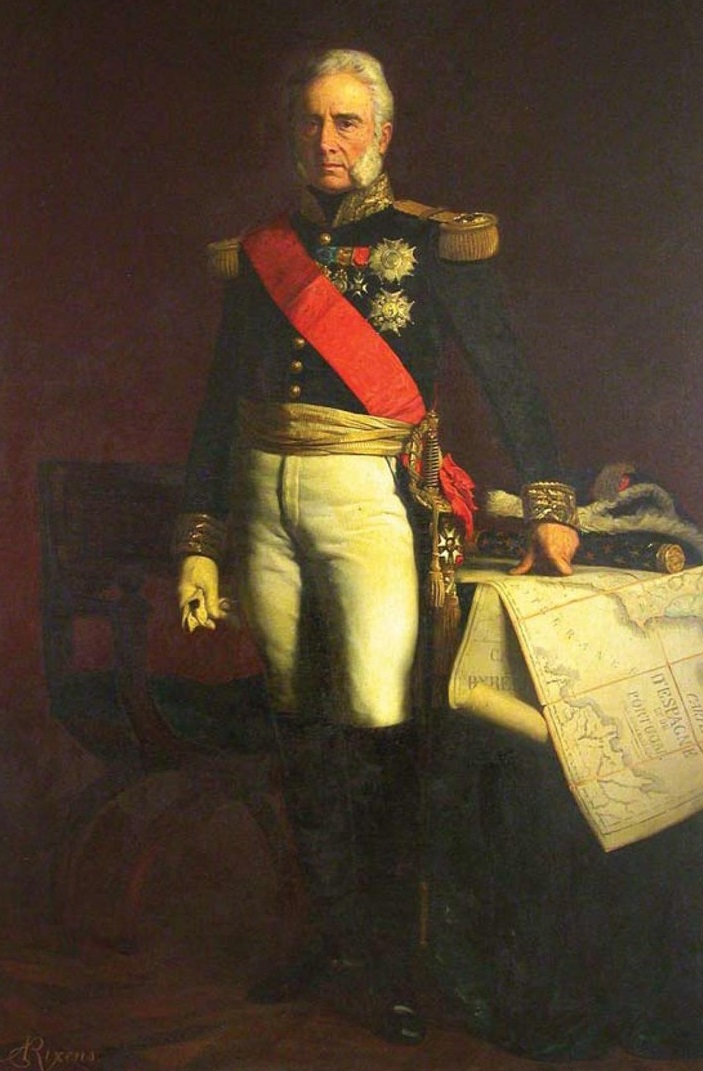
Jean Isidore Harispe. La impresión muestra a un hombre de cabello ondulado y largas patillas mirando directamente al espectador. Viste un uniforme militar oscuro con mechones de encaje dorado.

Mientras Suchet se preparaba para sitiar Lérida, recibió información de que una columna de relevo se dirigía hacia la ciudad. Decidido a interceptar esta fuerza, Suchet partió con la división de Musnier. Tras horas de búsqueda inútil, los franceses regresaron a Lérida y acamparon a 5 km de la ciudad la tarde del 22 de abril. Sin que Suchet lo supiera, el ejército de relevo del Mayor General Enrique José O'Donnell, primer conde de la Bisbal, había acampado en las cercanías. La fuerza española contaba con entre 8.000 y 7.000 efectivos, incluyendo 300 de caballería y seis cañones. La división de Musnier contaba con todos sus componentes excepto la 121.ª de Línea y contaba con 5.500 hombres. Además, contaba con 500 soldados del 4.º Regimiento de Húsares y del 13.º Regimiento de Coraceros.
El 23 de abril, la división de vanguardia de O'Donnell, al mando del mayor general Miguel Ibarrola González, se topó con la pequeña fuerza francesa del general de brigada Jean Isidore Harispe al este de Lérida. Harispe logró contener la columna española, numéricamente superior, hasta que la división de Musnier apareció en escena. Ibarrola emprendió inmediatamente una retirada apresurada, con Musnier en su persecución. En la aldea de Margalef, los españoles intentaban repeler a los franceses cuando el 13.º Regimiento de Coraceros cargó contra ellos. La división de Ibarrola se desintegró mientras la caballería pesada atacaba con cuchilladas y hachazos a los soldados de infantería que huían. Justo cuando terminaba la carnicería, O'Donnell apareció con su segunda división. El general español retrocedió rápidamente, pero la caballería francesa pronto los siguió. De nuevo, los coraceros alcanzaron a los españoles y arrollaron su retaguardia, infligiéndoles más bajas.
En Margalef, O'Donnell perdió 500 hombres, entre muertos y heridos. Además, los franceses victoriosos capturaron 2.500 prisioneros, tres cañones y cuatro banderas. Los franceses perdieron 100 hombres, todos del 13.º Regimiento de Coraceros. La infantería estaba presente, pero no participó en el combate. Un relato afirmó que 3.000 españoles fueron capturados y que las pérdidas francesas fueron de 120 hombres.

## Sitio

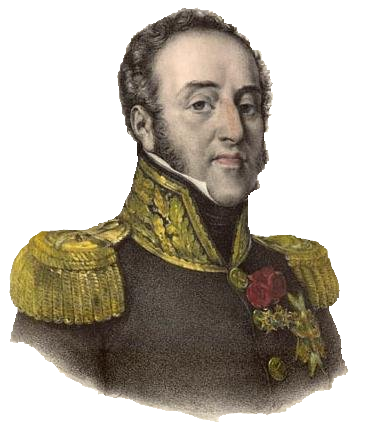
Louis Gabriel Suchet. El retrato muestra a un hombre de aspecto altivo, bien afeitado, con largas patillas y entradas. Viste un uniforme militar oscuro con charreteras doradas y un cuello alto adornado con encaje dorado.

Tras deshacerse del ejército de socorro de O'Donnell, Suchet sitió Lérida y exigió la rendición de la ciudad, pero García Conde rechazó su requerimiento. La ciudad se asentaba en la orilla oeste del río Segre, con una cabeza de puente en la orilla este. Una colina al norte estaba coronada por la ciudadela, mientras que Fort Garden y dos reductos se ubicaban en una colina al sur. La muralla norte entre la ciudadela y el Segre era particularmente débil. Suchet situó a los hombres de Musnier y a la mayor parte de su caballería en la orilla este para vigilar la llegada de fuerzas de socorro. Las tropas de Habert se situaron frente a las murallas norte y oeste en la orilla oeste. Un puente temporal conectaba las dos partes del cuerpo sitiador. El asedio formal comenzó el 29 de abril. Suchet desplegó su tren de asedio y el 7 de mayo puso en acción una batería de cañones pesados.
Las defensas de Lérida no pudieron con la artillería de Suchet. Los cañones franceses atacaron los bastiones del Carmen y la Magdalena, causando graves daños. En seis días, los cañones de asedio abrieron una brecha en la muralla. Mientras tanto, los franceses atacaron los fuertes de la colina sur. Tras un rechazo, los franceses invadieron los dos reductos en la noche del 12 al 13 de mayo. A última hora del 13 de mayo, columnas de asalto irrumpieron en la brecha y la tomaron. Los defensores habían construido una nueva línea tras la brecha, pero los franceses también superaron estas defensas. Ante esto, García Conde ordenó a sus soldados retirarse a la ciudadela del Castillo de La Suda.
Sin ningún escrúpulo moral, Suchet ordenó a sus soldados que expulsaran a la población civil bajo los muros del castillo. Cualquier persona que se resistiera era asesinada instantáneamente por los soldados franceses. Después de que el comandante español permitiera el acceso de los no combatientes a la ciudadela, los franceses comenzaron un bombardeo de ángulo alto del castillo, utilizando obuses y morteros. Estos mataron a la mayoría de los 500 civiles que murieron durante el asedio. Horrorizado por la masacre que se produjo cuando los proyectiles estallaron y abatieron tanto a soldados como a civiles, García Conde solicitó las condiciones al mediodía del 14 de mayo. La rendición dejó 7.000 soldados españoles prisioneros. Durante el asedio, la guarnición española sufrió 1.700 muertos y heridos. Entre los trofeos franceses se encontraban seis generales, 307 oficiales y 105 piezas de artillería. Las bajas francesas ascendieron a unas 1.000 personas, entre muertos y heridos.

## Consecuencias
La toma de Lérida fue el comienzo de una notable serie de asedios exitosos por parte del ejército aparentemente invencible de Suchet. El III Cuerpo comenzó el Asedio de Mequinenza el 15 de mayo de 1810 y la plaza cayó el 5 de junio. El Asedio de Tortosa finalizó el 2 de enero de 1811 cuando el general Miguel de Lili e Idiáquez, conde de Alacha, capituló con 3.974 supervivientes, 182 cañones y nueve banderas. Suchet siguió a este éxito con el Asedio de Tarragona. Tras un asalto decisivo el 28 de junio, el Teniente General Juan Senén de Contreras fue capturado y su numerosa guarnición aniquilada. Por esta victoria, el emperador Napoleón I nombró a Suchet Mariscal de Francia.
Inmediatamente después del triunfo de Suchet en la Batalla de Sagunto el 25 de octubre de 1811, la fortaleza de Sagunto se rindió. A esto le siguió el mayor golpe de Suchet. El Sitio de Valencia terminó cuando el Capitán General Joaquín Blake y Joyes capituló con 16.270 hombres el 9 de enero de 1812. Poco después, las fortalezas de Dénia y Peñíscola se sometieron a los franceses, convirtiendo a Suchet en el amo de la Provincia de Valencia.